# ムランジェ山保全トラスト

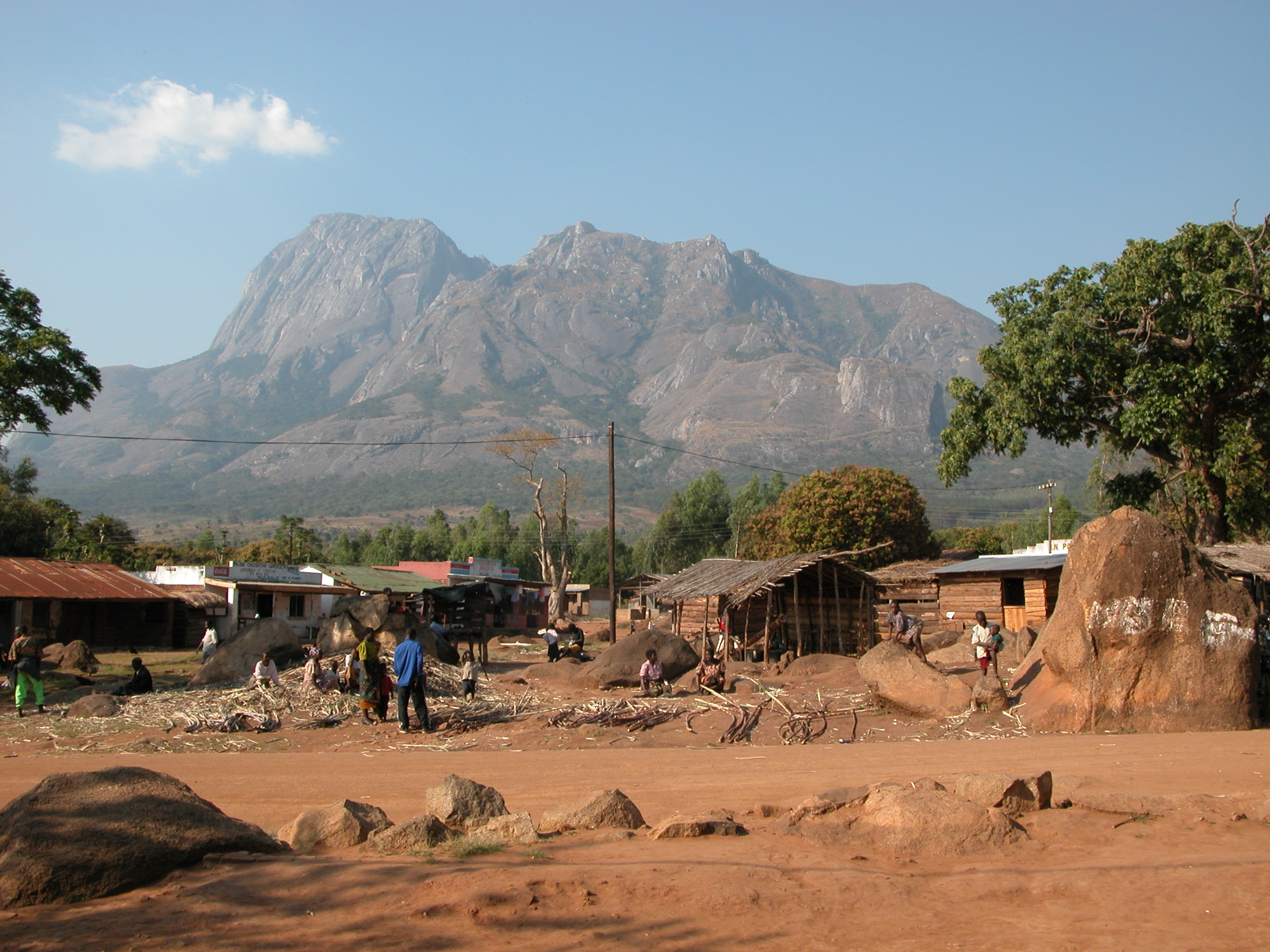
保全管轄地域であるムランジェ山森林保護区

ムランジェ山保全トラスト (Mulanje Mountain Conservation Trust:MMCT) は、マラウイにおける環境保全トラストである。

## 概要
ムランジェ山保全トラストは環境トラストであり、地球環境ファシリティ (GEF) を通じて世界銀行から資金供給を受けている。この組織は生物多様性の研究と保全、ムランジェ山森林保護区の維持と管理を、長期間に渡り確実に行うことを活動目的としている。
ムランジェ山には、非常に多種多様な動植物が生息する森林保護区があり、数多くの固有種や希少種の生息が確認されている。また、重要な水源地でもあり、9本の恒常河川と、10本の小川がこの地から生じている。1927年にイギリス保護領であったニヤサランド政府は、主として水源の確保と、この地域に固有の植物でありマラウイの国樹でもある"ムランジェ杉"の伐採を管理するために、ムランジェ山とその森林を保護区として指定を行った。
このトラストは現在、ムランジェおよびパロンベの地域森林管理事務所を通じ、マラウイ政府の森林局と協力関係にある。なお、これらの組織と協力した活動を行うのは、地域社会の参加を得ることと、資源利用者間で双方が最大の利益を得られるようにすることで、森林保護区資源の管理を適切に行うためである。